# Sin nombre
Sin nombre (Nederlands: "Naamloos") is een Mexicaans-Amerikaanse misdaad- / avonturenfilm uit 2009, geschreven en geregisseerd door Cary Fukunaga. Diego Luna en Gael García Bernal waren uitvoerend producenten van de Spaanstalige film. Sin nombre won prijzen voor regie en cinematografie op het Sundance Film Festival 2009. Fukunaga maakte met Sin nombre zijn regiedebuut.

## Verhaal
Met drastische en realistische beelden gaat de film over het dagelijkse leven van Mexicaanse bendecriminaliteit op het snijvlak van de door armoede gedreven stroom van illegale Midden-Amerikaanse immigranten via Mexico naar de Verenigde Staten. Centraal in het complot staan een jonge Mexicaan en een jonge Hondurese vrouw die elkaar ontmoeten in een goederentrein die naar het noorden rijdt en samen op weg gaan naar de Verenigde Staten.

## Rolverdeling
| Acteur             | Personage            |
| ------------------ | -------------------- |
| Paulina Gaitán     | Sayra                |
| Edgar Flores       | Willy ("El Casper")  |
| Kristyan Ferrer    | Benito ("El Smiley") |
| Tenoch Huerta      | Lil Mago             |
| Diana García       | Martha Marlene       |
| Luis Fernando Peña | El Sol               |

## Release en ontvangst
De film ging in première op 18 januari 2009 op het Sundance Film Festival in Park City. De film ontving lovende kritieken van de filmpers. Op Rotten Tomatoes heeft Sin nombre een waarde van 88% en een gemiddelde score van 7,50/10, gebaseerd op 120 recensies. Op Metacritic heeft de film een gemiddelde score van 77/100, gebaseerd op 22 recensies.

## Prijzen en nominaties
De film won 14 prijzen en ontving daarnaast ook nog 18 nominaties, waarvan de belangrijkste:
| Jaar | Prijs                          | Categorie                        | Genomineerde(n)              | Uitslag     |
| ---- | ------------------------------ | -------------------------------- | ---------------------------- | ----------- |
| 2009 | British Independent Film Award | Beste Buitenlandse film          | Beste Buitenlandse film      | Genomineerd |
| 2009 | Sundance Film Festival         | Cinematografieprijs (Dramatisch) | Adriano Goldman              | Gewonnen    |
| 2009 | Sundance Film Festival         | Regieprijs (Dramatisch)          | Cary Fukunaga                | Gewonnen    |
| 2009 | Sundance Film Festival         | Grote Juryprijs (Dramatisch)     | Cary Fukunaga                | Genomineerd |
| 2010 | Critics' Choice Award          | Beste niet-Engelstalige film     | Beste niet-Engelstalige film | Genomineerd |
| 2010 | Independent Spirit Award       | Beste film                       | Amy Kaufman                  | Genomineerd |
| 2010 | Independent Spirit Award       | Beste regisseur                  | Cary Fukunaga                | Genomineerd |
| 2010 | Independent Spirit Award       | Beste cinematografie             | Adriano Goldman              | Genomineerd |